# Gazije
Gazije (1900-ig Gazje) falu Horvátországban, Eszék-Baranya megyében. Közigazgatásilag Ferencfalvához tartozik.

## Fekvése
Eszéktől légvonalban 57, közúton 68 km-re nyugatra, Nekcsétől légvonalban 11, közúton 16 km-re nyugatra, községközpontjától 4 km-re délnyugatra, a Krndija-hegység északi részén, a Babina Voda-patak partján fekszik.

## Története
Gazije a szomszédos Felsőmatucsina faluval együtt valószínűleg a török uralom idején keletkezett, amikor pravoszláv vlachokat telepítettek ide. A település Szlavónia ezen területével együtt 1687-ben szabadult fel a török uralom alól. 1702 után boszniai vlachok újabb hulláma érkezett és telepedett le Sušine, Šumeđe, Felsőmatucsina és Gazije területén. 1720 után azonban megkezdődött a vlachok Baranyából történő elvándorlása. 1754-ben felépítették a Szentháromság pravoszláv templomot szerény barokk stílusban.
Az első katonai felmérés térképén „Gazie” néven található. Lipszky János 1808-ban Budán kiadott repertóriumában „Gazje” néven szerepel. Nagy Lajos 1829-ben kiadott művében „Gazje” néven 48 házzal, 287 ortodox vallású lakossal találjuk. A 19. század végén Likából horvát családok, a Monarchia más területeiről pedig magyar, német és cseh családok települtek be.
A településnek 1857-ben 249, 1910-ben 536 lakosa volt. Verőce vármegye Nekcsei járásához tartozott. Az 1910-es népszámlálás adatai szerint lakosságának 50%-a szerb, 20%-a horvát, 13%-a magyar, 7%-a német, 4%-a cseh anyanyelvű volt. Az első világháború után 1918-ban az új szerb-horvát-szlovén állam, majd később (1929-ben) Jugoszlávia része lett. 1991-ben lakosságának 55%-a szerb, 30%-a horvát, 5%-a jugoszláv nemzetiségű volt. 2011-ben 53 lakosa volt. A település lakossága gyors ütemben csökken, már a közeli jöővőben a kihalás fenyegeti. Az egyetlen remény a fennmaradására a természet szépségei iránt érdeklődő turizmus fejlődése.

## Lakossága
| Lakosság változása | Lakosság változása | Lakosság változása | Lakosság változása | Lakosság változása | Lakosság változása | Lakosság változása | Lakosság változása | Lakosság változása | Lakosság változása | Lakosság változása | Lakosság változása | Lakosság változása | Lakosság változása | Lakosság változása | Lakosság változása |
| ------------------ | ------------------ | ------------------ | ------------------ | ------------------ | ------------------ | ------------------ | ------------------ | ------------------ | ------------------ | ------------------ | ------------------ | ------------------ | ------------------ | ------------------ | ------------------ |
| 1857               | 1869               | 1880               | 1890               | 1900               | 1910               | 1921               | 1931               | 1948               | 1953               | 1961               | 1971               | 1981               | 1991               | 2001               | 2011               |
| 249                | 243                | 221                | 345                | 407                | 536                | 366                | 440                | 316                | 282                | 249                | 166                | 116                | 80                 | 93                 | 53                 |

## Gazdaság
A falut évtizedek óta a kihalás fenyegeti. Az utóbbi években reményt keltő változás a hétvégi házak építése és a természet szerelmeseinek növekvő érdeklődése a természet itteni szépségei iránt.

## Nevezetességei
- A Szentháromság tiszteletére szentelt pravoszláv templomát[6] 1754-ben építették barokk stílusban. Egyhajós épület, a hajónál keskenyebb, félköríves záródású szentéllyel és a nyugati homlokzat elé épített harangtoronnyal. A templom azután épült, miután a régi fatemplom 1747-ben egy tűzvészben leégett. A templom a szerény kivitelezésű, barokk szakrális épületek egyike, amelyet historikus építészeti elemekkel és helyi jellegzetességekkel gazdagítottak. Szerényebb építészeti és stiláris értékét a fennmaradt eredeti, sajátságos építészeti elemek növelik.
- A faluban egy öreg hársfa van, amelynek életkora körülbelül 500 év.